# جوزيف دبليو. فيني
جوزيف دبليو. فيني (بالإنجليزية: Joseph W. Phinney)‏ هو طابع حروف ‏ أمريكي، ولد في 1848 في نانتوكيت في الولايات المتحدة، وتوفي في 1934.